# Tour Jürgensen
La tour Jürgensen est édifiée sur un éperon rocheux au lieu-dit Le Châtelard, sur la commune des Brenets. Cette tour-belvédère présente un large panorama sur le lac des Brenets et sur la vallée du Doubs, tout un abritant un monument funéraire.

## Histoire

### Construction
Cette imposante tour a été édifiée au cours des années 1870. À cette époque, Jules Urban Frédéric Jürgensen – ou peut-être son père Jules Frédéric – entreprend d’importants travaux dans la propriété du Châtelard : transformation d'une maison paysanne en habitation en 1873, aménagement de dépendances et de jardins, construction d'une maison de villégiature et d'une ferme en 1879. En 1880, le plan cadastral fait explicitement mention de la tour.

### Commanditaire
D’origine danoise, la famille Jürgensen joue un rôle important au sein du monde horloger loclois du XIXe siècle. En 1834, Jules Frédéric (1808-1877) – appelé Jules I – ouvre une succursale de sa fabrique de chronomètres de marine au Locle et s’installe dans la ville. Très ouvert au monde, il entretient de nombreuses relations en Europe, notamment avec l’écrivain danois Hans Christian Andersen. Industriel et négociant à succès, son fils Jules Urban Frédéric (1837-1894) – appelé Jules II – développe l’entreprise familiale, tout en cultivant quelques ambitions littéraires et en jouant un rôle important comme mécène. Troisième du nom, Jules Philippe Frédéric Jürgensen (1864-1897) rompt avec la tradition horlogère et commerciale pour se consacrer aux lettres et publier sous le nom de Robert Dyal. Trois ans après le décès de son père, il met fin à ses jours, non sans avoir tenté d’empoisonner sa mère et le personnel du Châtelard. Le domaine reste aux mains familiales jusqu’à sa vente en 1922,,.

### Légendes attachées au monument
Les archives familiales ayant disparu, les rares documents conservés dans les archives publiques permettent d'attribuer la construction de la tour du Châtelard à Jules Jürgensen, mais les historiens n'ont pas déterminé s'il s'agissait de Jules I ou de son fils Jules II,. De nombreuses légendes se sont par contre développées autour de l'histoire du monument. Au début du XXe siècle, un poème de Paul Bulliard (1911-1943) popularise la version selon laquelle Jules I, en veuf inconsolable, a fait construire l’édifice en souvenir de sa femme, Anastasie Lavalette. D’autres versions prétendent que Jules II admirait sa dulcinée depuis le sommet de la tour. Abondamment nourrie par les tragédies familiales, la tradition orale voudrait également que l’édifice serve de mausolée, que le cœur d’un membre de la famille Jürgensen repose dans l’urne et même que les cendres des archives familiales y soient enfermées,.

## Architecture

### Description
Orientée selon les quatre points cardinaux, la tour Jürgensen est un édifice de plan carré, de 4 m. de côté. Elle culmine à près de 14 m. de hauteur, avec une plateforme belvédère accessible par un escalier en colimaçon de 66 marches. L’édifice compte quatre niveaux marqués en façade par des cordons et des bas-reliefs. Des ouvertures aux encadrements différenciés amènent le jour nécessaire à l’intérieur de la tour. Le sommet est couronné de mâchicoulis et de créneaux. La variété des matériaux mis en œuvre – brique, tuf, calcaire blanc, crépis et verres colorés - confèrent aux façades les effets de couleur et de texture que les architectes du XIXe siècle prêtaient volontiers à l’architecture médiévale.
Cette construction est remarquable par sa hauteur, sa polychromie et la richesse de ses motifs décoratifs, mais elle sort de l’ordinaire par la cavité aménagée dans sa façade ouest. Fermée par une stèle, cette niche renfermait en effet une urne en marbre. Sur la plaque qui scellait la niche, sont inscrits les initiales « JFUJ » et l’alexandrin « On n’est jamais vaincu lorsqu’on est immortel», extrait d’un poème que le désastre de Sedan en 1870 avait inspiré à Jules Urban Frédéric Jürgensen.

### Style
Le motif de la tour ou de la ruine néo-médiévale s’inscrit dans le goût des « fabriques de jardin » et des « folies », rendues populaires par le courant romantique du XIXe siècle et renforcées par la volonté des érudits de renouer avec un passé local ou national. Avec ses créneaux émergeant de la cime des sapins, la tour Jürgensen n’est pas un exemple isolé de cet engouement pour l’architecture du Moyen Âge, source de modèles également dans la région neuchâteloise, au vu des nombreuses transformations et constructions réalisées dans un goût néo-médiéval ou des restaurations de bâtiments anciens,,.

## Sauvetage
Soumise aux rigueurs du climat jurassien et privée d’entretien durant de nombreuses années, la tour Jürgensen présente au début des années 1980 un état de délabrement tel qu’un groupe des bénévoles locaux se mobilise pour la sauver,. Il faut toutefois attendre l’année 1995 pour que l’Association de la Tour Jürgensen se constitue et l’année suivante pour qu’un véritable plan de conservation et de restauration soit mis en œuvre,. Le bâtiment est mis sous protection au titre de monument historique en 1996.
À l’issue de la restauration dirigée par l’architecte Pierre Studer de 1996 à 1998, la structure de l’édifice a retrouvé sa solidité ; les infiltrations d’eau sont contenues ; le sommet est couvert d’une dalle étanche et le couronnement reconstitué ; enfin, les façades ont repris leur lustre avec un crépi et une polychromie aussi proches du revêtement d’origine que possible. La terrasse est à nouveau accessible au public.

## Sources
- Fernand Donzé, « Cinq générations vues par Andersen », Nouvelle revue neuchâteloise, no 52 « Les Jürgensen »,‎ 1996, p. 4-28
- Fernand Donzé, « LesJürgensen, horlogers, négociants, mécènes, notables neuchâtelois », dans Biographies neuchâteloises, vol. 3, Hauterive, Gilles Attinger, 2001, p. 218-222
- Patrice Allanfranchini, « La tour Jürgensen », Nouvelle revue neuchâloise, no 52 « Les Jürgensen »,‎ 1996, p. 42-45
- Anne Jeanneret-de Rougemont, « Jürgensen, Jules » dans le Dictionnaire historique de la Suisse en ligne, version du 3 mai 2005.
- Pierre Studer, « L’architecture au XIXe siècle au centre le l’Europe », Nouvelle revue neuchâteloise, no 52 « Les Jürgensen »,‎ 1996, p. 46-48